# Retábulo do Convento de Jesus
O Retábulo do Convento de Jesus, ou Políptico seiscentista do Convento de Jesus, é um conjunto de catorze pinturas a óleo sobre madeira datável do período entre 1517 e 1530 e atribuído à oficina de Jorge Afonso e que se destinou à Capela-mor da Igreja do Convento de Jesus. As catorze pinturas do Retábulo do Convento de Jesus encontram-se presentemente expostas na Galeria Municipal do Banco de Portugal, em Setúbal.
O conjunto estaria disposto em três fiadas horizontais de pinturas, sendo a Paixão de Cristo, no topo, a Infância de Jesus, ou as Alegrias da Virgem, na fiada do central, e a série de Santos Franciscanos na fiada inferior, havendo ainda duas pinturas de maiores dimensões ao centro, o Calvário, em cima, e a Assunção da Virgem, em baixo. A iconografia deste Políptico aproxima-se de outro grande políptico de inspiração franciscana - o 
Políptico do Convento de São Francisco de Évora - tendo este sido concluído em 1511.
O Retábulo seiscentista do Convento de Jesus terá sido encomenda da rainha viúva D. Leonor, pois o painel Aparição do Anjo a Santa Clara, Santa Inês e Santa Coleta apresenta sobre o portal da igreja de pórtico manuelino que se vê em fundo o escudo com as armas da rainha ladeado com o seu símbolo que era o camaroeiro. A obra não estaria concluída à data da morte de D. Leonor que ocorreu em 1525 pelo que a empreitada foi suportada por outro patrocinador, talvez D. Jorge, Duque de Coimbra e Mestre da Ordem de Santiago que tinha então sede no Castelo de Palmela.
Jorge Afonso foi nomeado pintor régio em 1508 constituindo a sua obra modelo de excepção da pintura portuguesa da primeira metade do século XVI, influenciando os outros mestres na forma e estilo de pintar sendo o Retábulo do Convento de Jesus a sua obra-prima. Os catorze painéis do Retábulo do Convento de Jesus constituem um dos conjuntos mais importantes da pintura portuguesa antiga pela enorme dimensão, pela sua integridade e estado de conservação e pela qualidade das pinturas.
Por volta de 1721 o Retábulo  seiscentista do Convento de Jesus foi desmantelado e substituído por um novo retábulo. As catorze pinturas que o compunham fazem atualmente parte do acervo do Museu
Municipal de Setúbal.

## Descrição
A série da Infância de Jesus e da vida da Virgem Maria é a que apresenta maiores afinidades com os painéis da mesma temática do Retábulo da Madre de Deus, que se julga ter sido obra também da oficina de Jorge Afonso, designadamente a analogia das arquitecturas dos fundos, que é renascentista nos dois painéis da Anunciação, a inserção dos mesmos objectos do quotidiano como são as esteiras também nos dois painéis da Anunciação e o tratamento dos panejamentos e das faces humanas, em particular nos dois painéis da Assunção que são muito semelhantes entre si.
As maiores diferenças derivam do enriquecimento das formas (recurso aos drap d´honneur, maior desenvoltura na representação da paisagem, fundos arquitectónicos com pendor mais renascentista), mais do que uma revolução estilística, aparecendo amadurecido e homogéneo o estilo da oficina que executou os dois retábulos.

### Anunciação

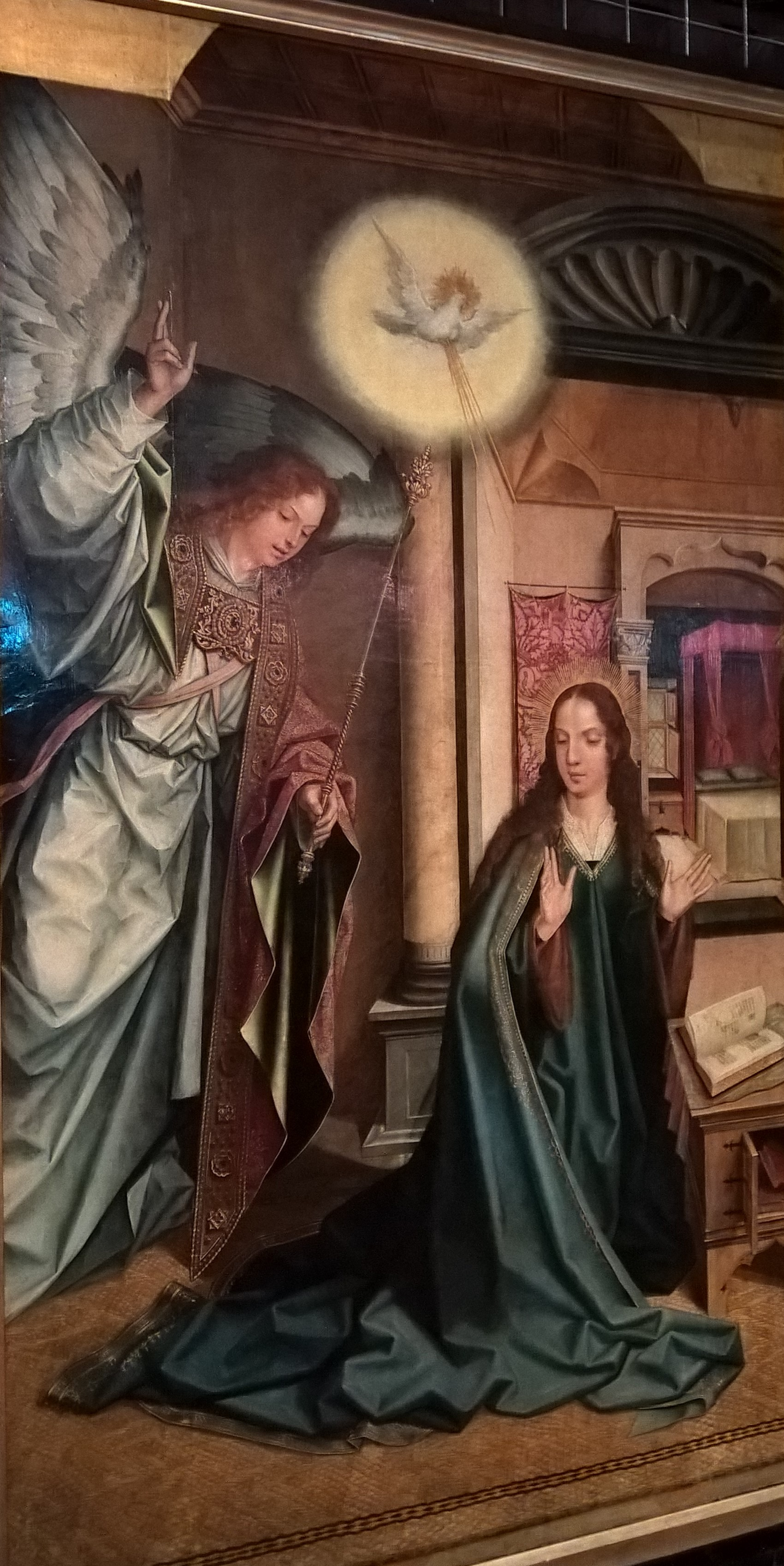
Anunciação (1517-1530), da oficina de Jorge Afonso, fez parte do Retábulo do Convento de Jesus de Setúbal.

Com 196 x 109 cm, a pintura representa o episódio da Anunciação narrado no Novo Testamento (Lucas 1:26–38).
O Anjo enviado de Deus surpreende Maria no seu espaço íntimo que foi tratado pelos pintores com todos os indícios de um interior palaciano da época: o quarto de dormir com a cama de dossel e a arca sob a janela; a antecâmara, espaço de transição unicamente mobilado pelo drap d´honneur que enquadra simbolicamente a Virgem Maria; e finalmente a trescâmara, em primeiro plano, em que  Maria lê junto a uma banqueta sobre uma esteira africana do Congo.

### Natividade

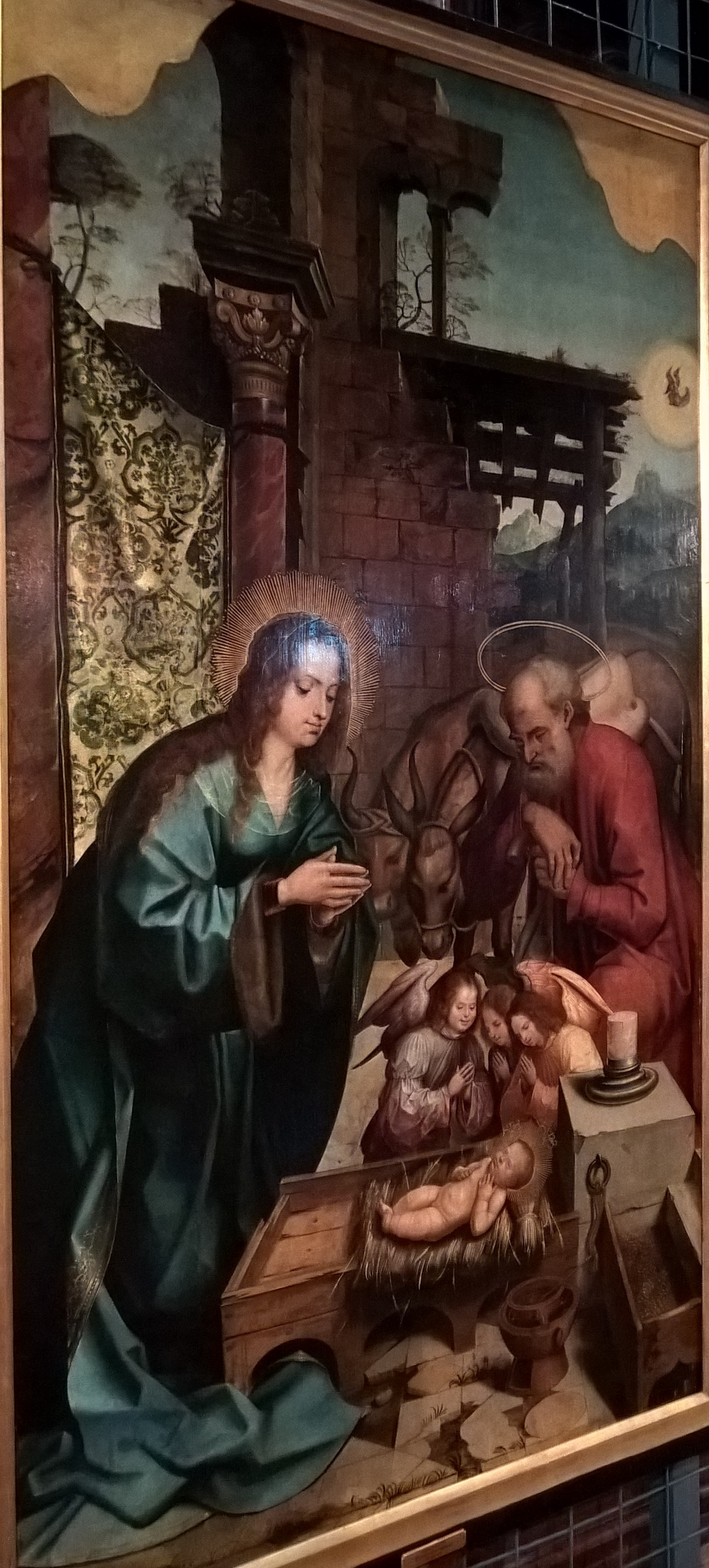
Natividade (1517-1530), da oficina de Jorge Afonso, fez parte do Retábulo do Convento de Jesus de Setúbal.

Com 196,5 x 108 cm, enquadrada por uma arquitectura semi-destruída com sugestões manuelinas e renascentistas, a cena figurada no painel apresenta a Sagrada Família e anjos adorando o Menino deitado em palhas sobre uma manjedoura. No primeiro plano, um fogareiro, uma escudela e uma colher remetem-nos para os objectos comuns do quotidiano do século XVI, enquanto no segundo plano o pintor representou os animais da tradição apócrifa. Ao fundo, numa suave paisagem iluminada pela alvorada um Anjo anuncia aos pastores o nascimento do Menino.

### Adoração dos Magos

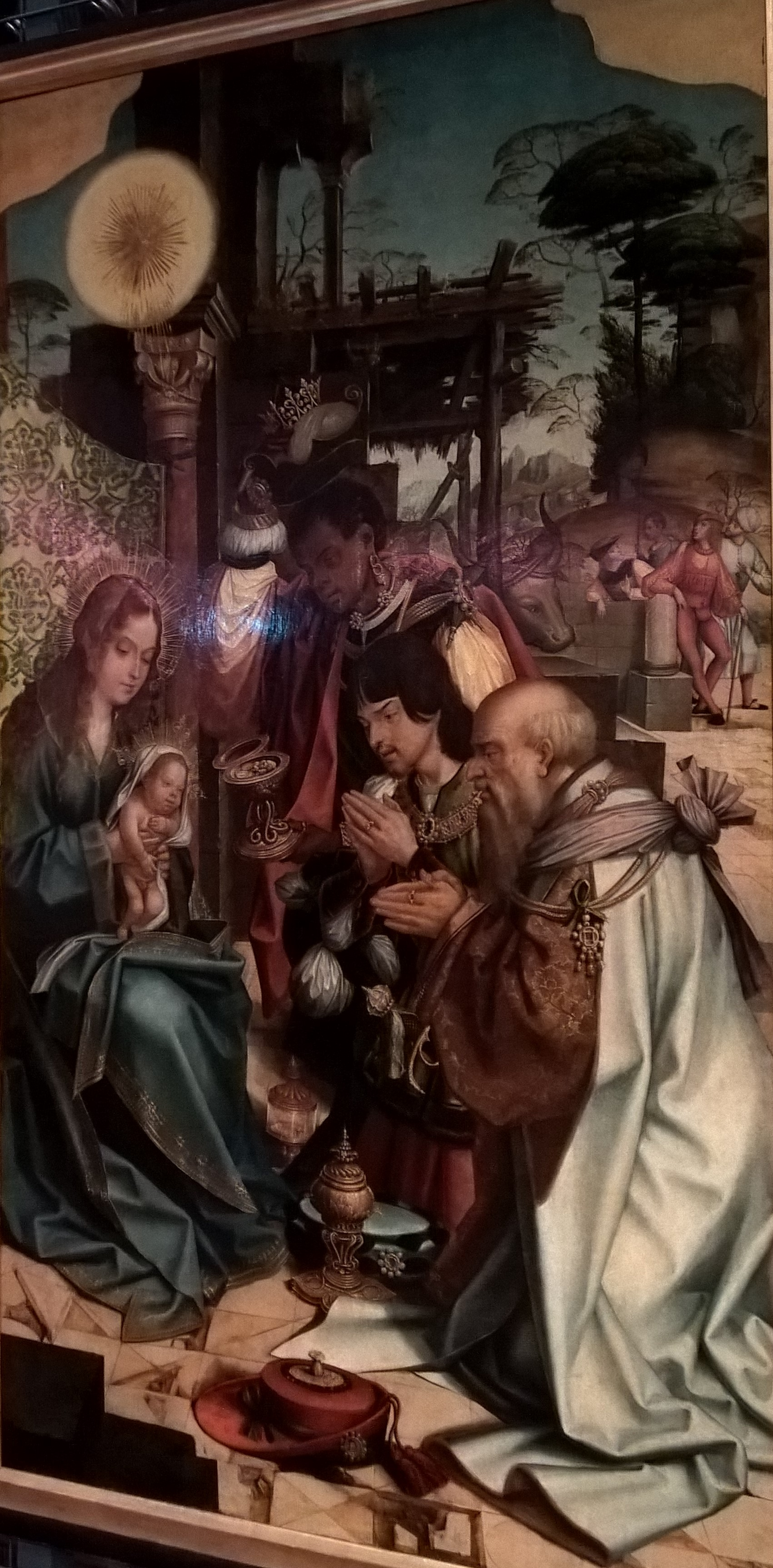
Adoração dos Magos (1517-1530), da oficina de Jorge Afonso, fez parte do Retábulo do Convento de Jesus de Setúbal.

Com 195,5 x 109 cm, este painel revela, uma vez mais, o gosto desta oficina pela ostentação da moda cortesã da época, sinal claro do ambiente cosmopolita em que desenvolvia a sua actividade. Caracterizando as faces dos três Magos segundo as três idades do Homem (a juventude, a idade madura e a velhice) os pintores usaram a oportunidade para representar algumas peças de ourivesaria sacra, citação dos rituais litúrgicos de uma corte profundamente empenhada nos negócios e ao mesmo tempo obsessivamente religiosa que procurava encenar a sua salvação. O grupo de pajens, um dos trechos do retábulo de mais acentuado recorte italiano, cheio de sugestões rafaelianas nas poses e de um gosto giorgionesco da cor, representa as três partes do Velho Mundo através da curiosa figuração de um diálogo entre dois europeus, um negro e um hindu (ou muçulmano).
Para Dalila Rodrigues, a Adoração dos Magos consubstancia todos os valores que enformam o conjunto. As intenções de verdade ocular e de realismo táctil, bem traduzidas no minucioso descritivo dos trajes e das jóias, levam o pintor a aproximar do primeiro plano sobre um pavimento que se irregulariza em acidentes de matéria, o requintado chapéu do Mago. Os jogos de luz que estruturam o pavimento geram valores de espacialização fundamental à integração dos três Magos, que se inserem no plano de forma escalonada. E o construtivismo da arquitectura, com um alteamento pouco vulgar é compensado pela largueza do fundo que se aprofunda à direita do painel.
Ainda para Dalila Rodrigues, no grupo de personagens que, com a mesma elegância cortesã das personagens que protagonizam a cena em primeiro plano, se dispõe no fundo junto ao murete identificam-se as preocupações de Jorge Afonso (introduzindo pitorescas variantes) relativamente à verdade do seu "espectáculo" pictórico. Os jogos de luz e sobretudo a variedade tonal com que modela o volume mostra um pintor com uma técnica seguríssima.

### Apresentação do Menino do Templo

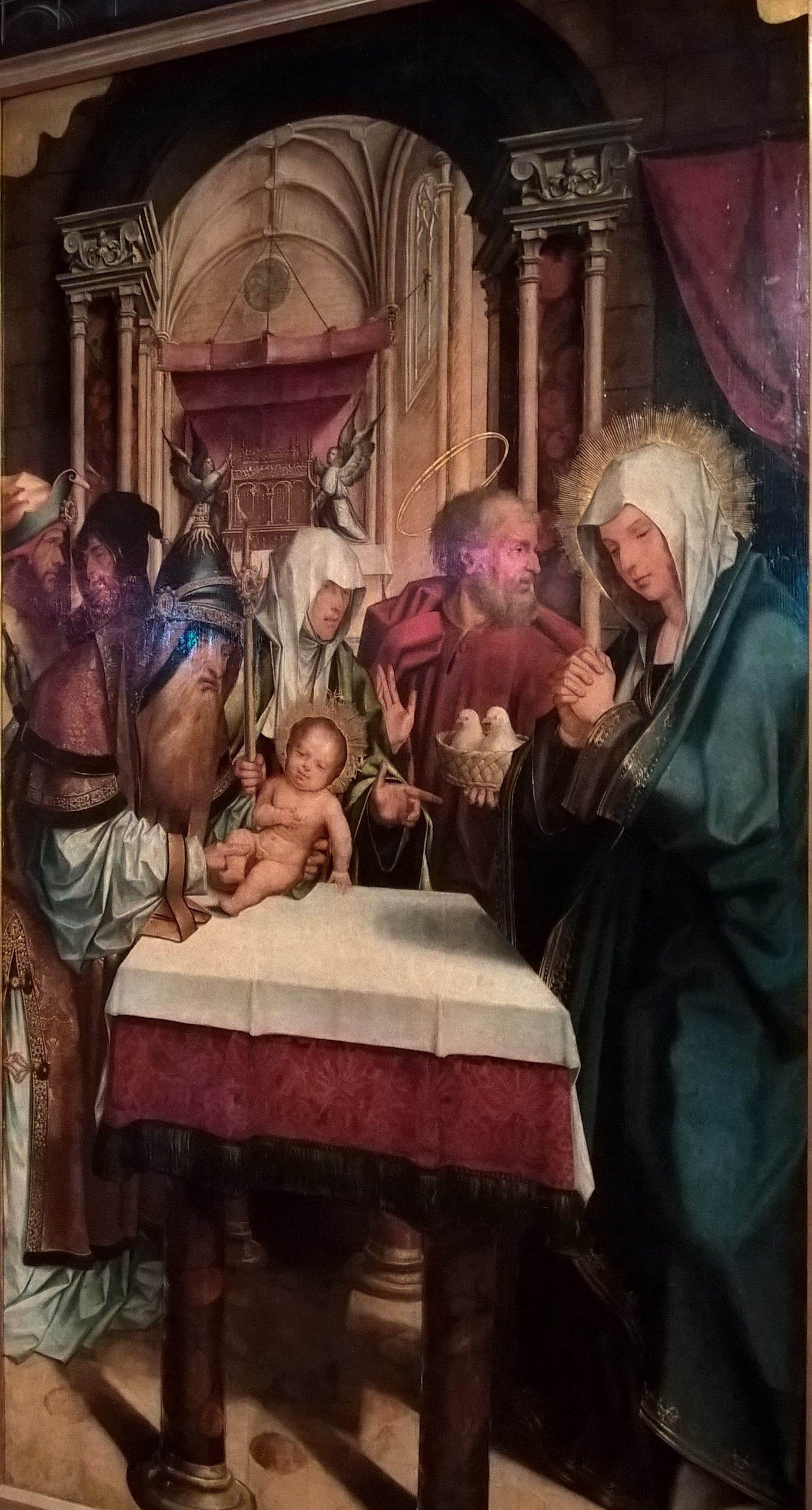
Apresentação do Menino do Templo (1517-1530), da oficina de Jorge Afonso, fez parte do Retábulo do Convento de Jesus de Setúbal.

Com 194,5 x 109 cm, o painel é uma belíssima ilustração do episódio narrado por S. Lucas (Lucas 2:22–35). A cena decorre no interior de um templo de evidentes referências manuelinas, sendo que o janelão da capela-mor poderá ter sido inspirado na própria Igreja do Convento de Jesus. No primeiro plano, Simeão segura nos braços o Menino proferindo o célebre Nunc Dimittis e profetizando a sua paixão; a Virgem Maria está chorando, tal como no Calvário, junto a S. José que segura o par de rolas exigido pela tradição hebraica; ao fundo, sobre o altar, dois anjos apresentam a Arca da Aliança que o Menino Jesus veio renovar e que é figurada como uma arca de ourivesaria gótica.

### Cristo e a Verónica

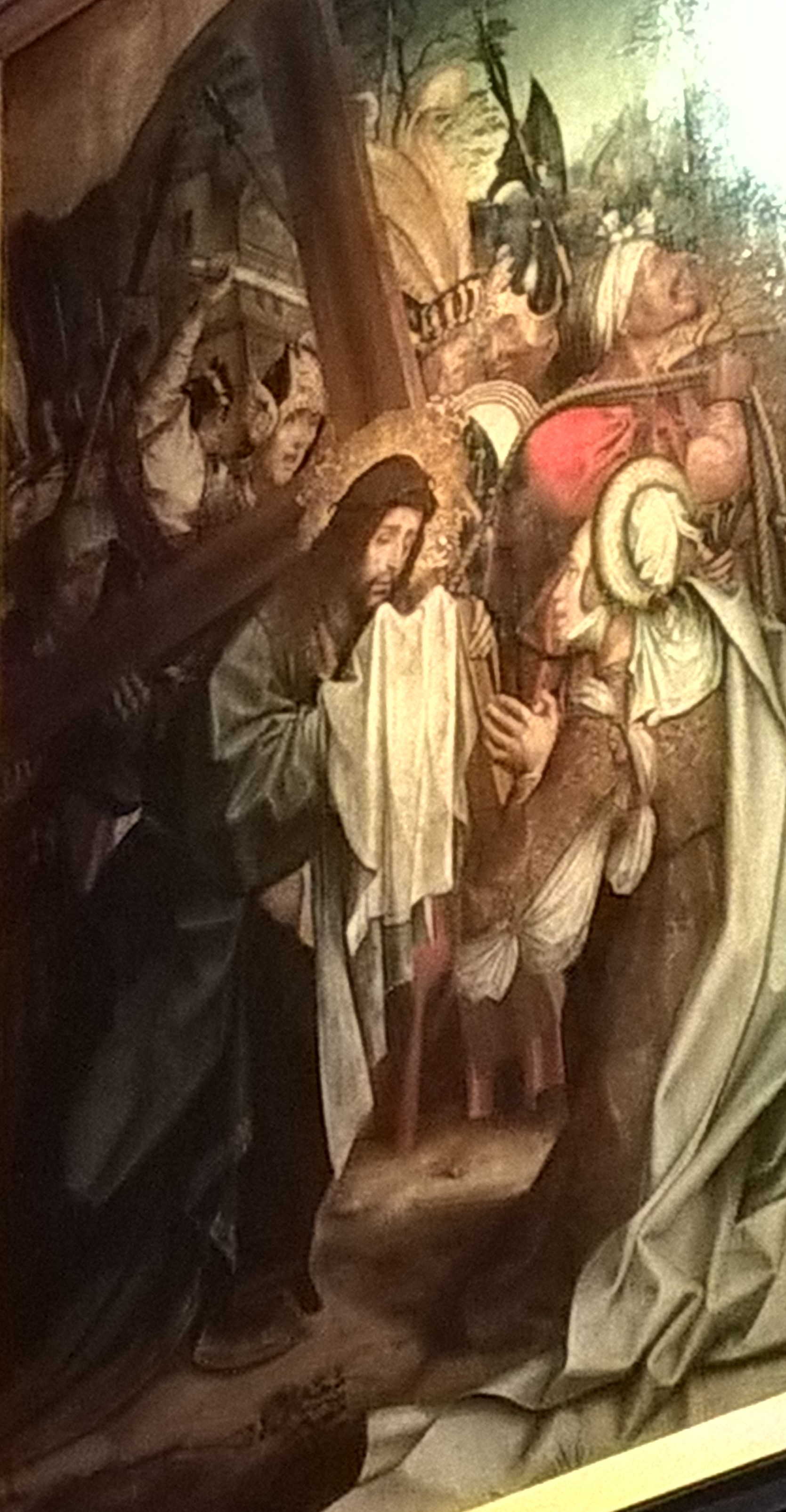
Cristo e a Verónica (1517-1530), da oficina de Jorge Afonso, fez parte do Retábulo do Convento de Jesus de Setúbal.

Com 196 cm x 111 cm, este painel representa o tema da tradição católica do Véu de Verônica habitual na arte da época, retomando modelos nórdicos correntes acessíveis através de gravuras, designadamente de Martin Schongauer e de Albrecht Dürer, ou até directamente numa pintura nórdica existente então no Convento de Jesus, o Retábulo da Paixão, que se encontra actualmente no MNAA.
O pintor sintetizou os vários aspectos do episódio: Simão de Cirene, tratado à maneira de um retrato (admitindo-se ser o do último doador, o bastardo D. Jorge), auxilia Cristo na sua breve paragem para limpar a face no pano que lhe foi estendido por Verónica vestida em estilo palaciano. Em segundo plano, os soldados (um dos quais olhando fixamente o espectador pelo que pode tratar-se de um autorretrato), e o carrasco de tês escura que arrasta Jesus, enquadram dramaticamente a cena.

### Cristo a ser pregado na cruz

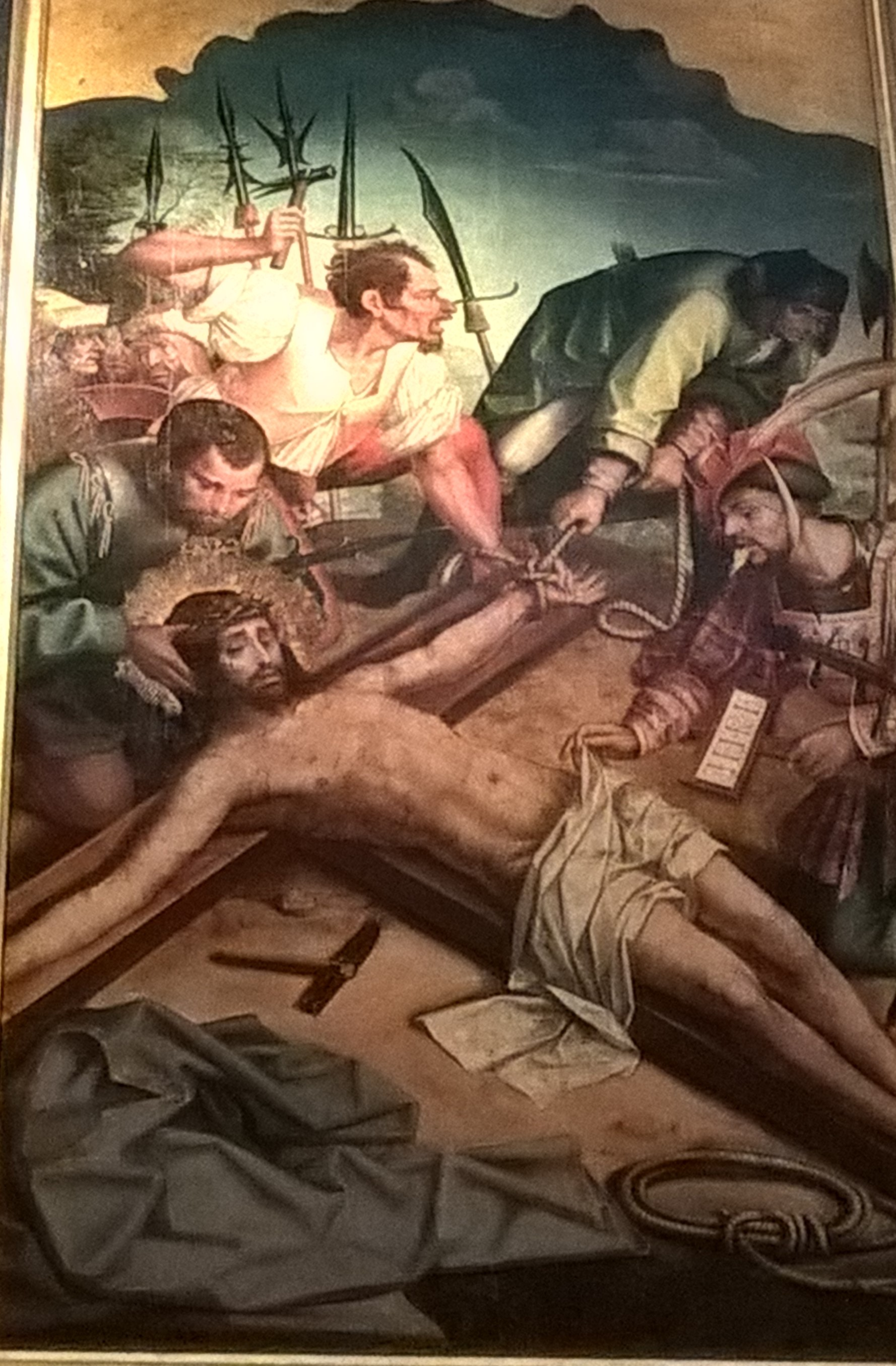
Cristo a ser pregado na cruz (1517-1530), da oficina de Jorge Afonso, fez parte do Retábulo do Convento de Jesus de Setúbal.

Com 195 x 109 cm, o tema da composição poderá ter sido sugerido por uma gravura de Michael Wolgemut inserida no incunábulo Der Schatzbehalter de 1491, ou por uma gravura da Legenda e Paixão dos Santos Mártires publicada em Lisboa em 1518.
A composição é dominada pelo belíssimo escorço de Cristo, cujo sofrimento, estampado nas marcas sobre o corpo e sublinhado pelo sangue que escorre da cruz e empapa o terreno, contrasta com a serenidade erasmiana que revela o seu rosto, sem esquecer as armas pontiagudas recortadas no céu. Neste quadro, assim como no anterior, a representação das faces dos carrascos e algozes de Cristo lembra a deformação de fisionomias de Metsys.

### Calvário

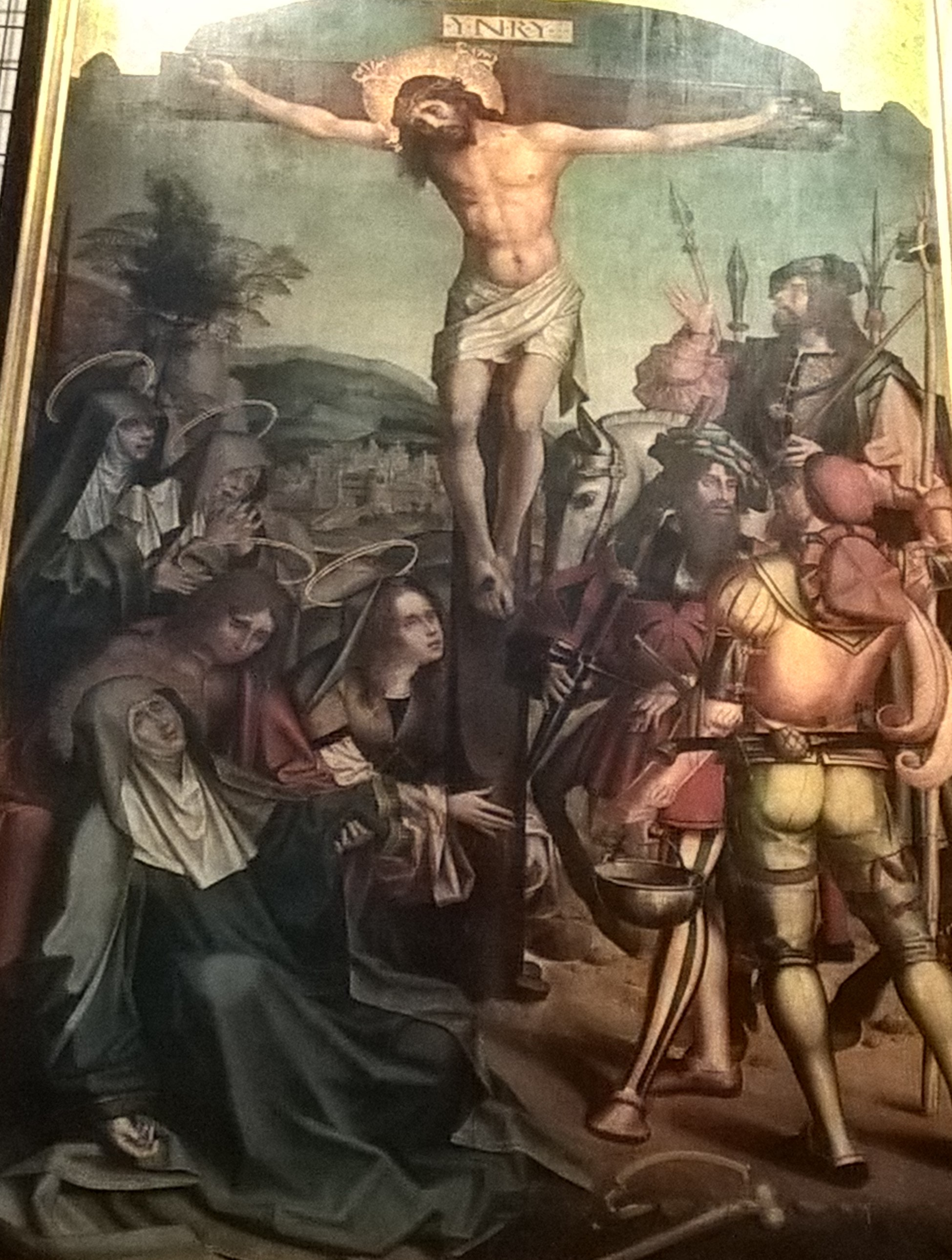
Calvário (1517-1530), da oficina de Jorge Afonso, fez parte do Retábulo do Convento de Jesus de Setúbal.

Com 255 x 155 cm, a construção dual da composição sublinha o carácter profundamente dramático da cena. A oficina de Jorge Afonso recorreu a diversas soluções formais que haviam sido popularizadas pelas gravuras de Dürer, como o lansquenete de costas, à direita, motivo obsessivamente tratado na pintura e na escultura portuguesas da época. Madalena abraçada à cruz, a Virgem Maria desfalecida nos braços de S. João, o discípulo amado. Todavia, os pintores portugueses souberam explorar a antinomia de sentimentos e atitudes que o sacrifício de Cristo suscitava, de um lado o grupo da soberba e impassibilidade cínica das figuras cortesãs ostentando ricos trajes da época de D. Manuel I, e do outro o grupo da tristeza contida das Santas Mulheres e de S. João.
Este quadro sofreu durante o reinado de Filipe I de Portugal um grande repinte do grupo da Virgem desfalecida nos braços de S. João, Virgem que foi reposicionada mantendo-se chorosa, mas de pé, entre uma das mulheres e S. João, e que passou a tapar a representação ao fundo de Jerusalém. A censura pictórica, que a cronista do Convento identifica com a "reforma dos retábulos", foi mandada executar naquele reinado e visava adequar a representação do tema aos ditames da contra-reforma, que preferia uma interpretação visual mais de acordo com a letra do texto sagrado: "Stabat Mater, lacrimosa, juxta crucem..." Após estudos laboratoriais o repinte foi removido em 1939, estando a pintura actualmente conforme a pintura original.

### Deposição

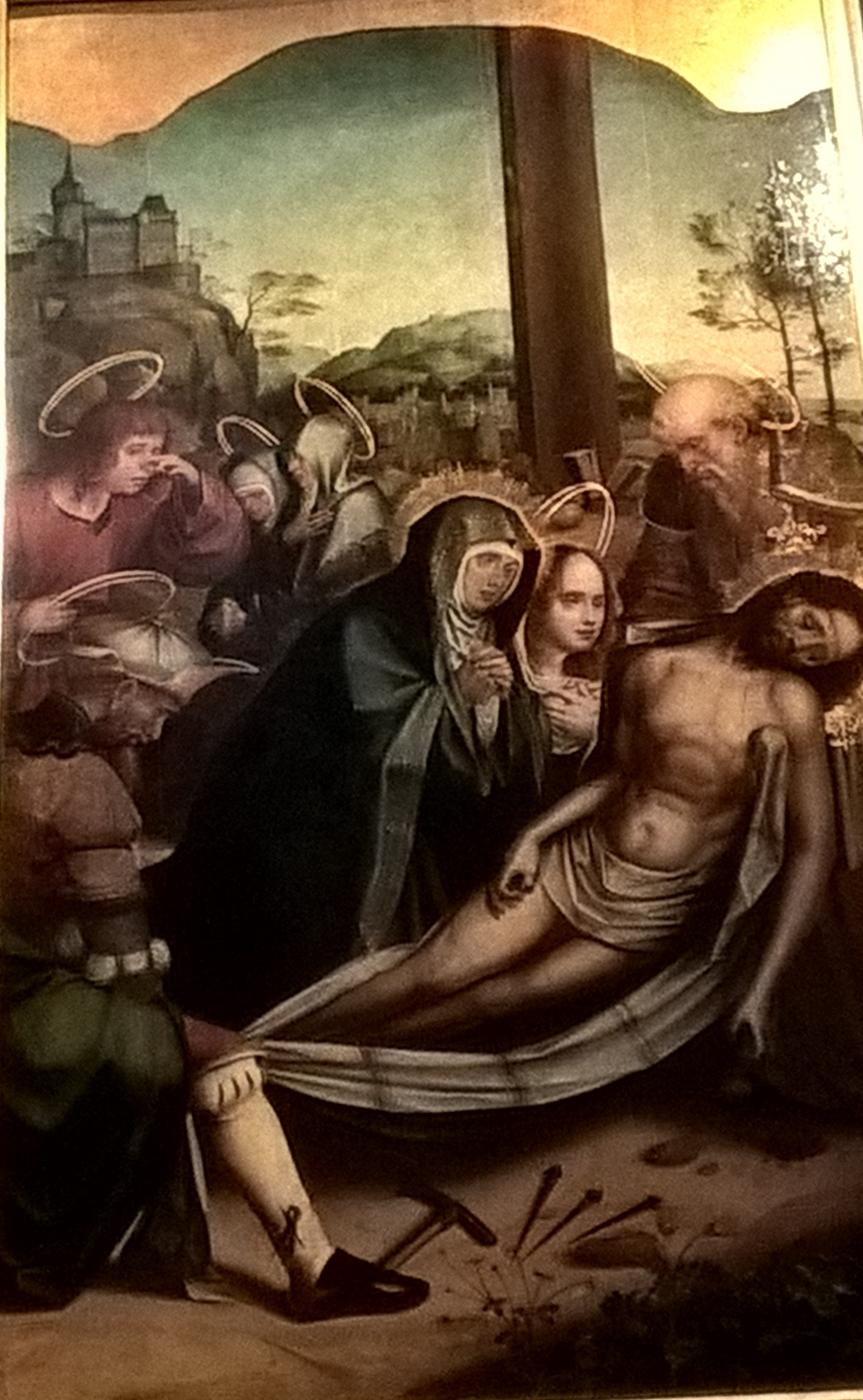
Deposição (1517-1530), da oficina de Jorge Afonso, fez parte do Retábulo do Convento de Jesus de Setúbal.

Com 196,5 x 109 cm, este painel é dominado pela Lamentação sobre Cristo morto, em primeiro plano, destacando-se a atitude de S. João, em plano secundário, ao levar a mão direita ao estômago em gesto de náusea, e ao suster as lágrimas junto ao nariz, em face do corpo morto de Cristo, que apresenta evidentes sinais de decomposição (representação do macabro é um dos temas caros no final da Idade Média e do Renascimento), representação que revela desvios em relação aos dogmas do cristianismo, ao considerar o corpo de Cristo como tomado de empréstimo e portanto perecível.
Junto a S. João vêem-se duas Santas Mulheres profundamente emocionadas. A esta atitude do discípulo amado, já presente no desenho subjacente, responde o painel seguinte, a Ressurreição, com a representação do corpo de Cristo imponderável em ascensão, frente ao túmulo fechado.

### Ressurreição de Cristo

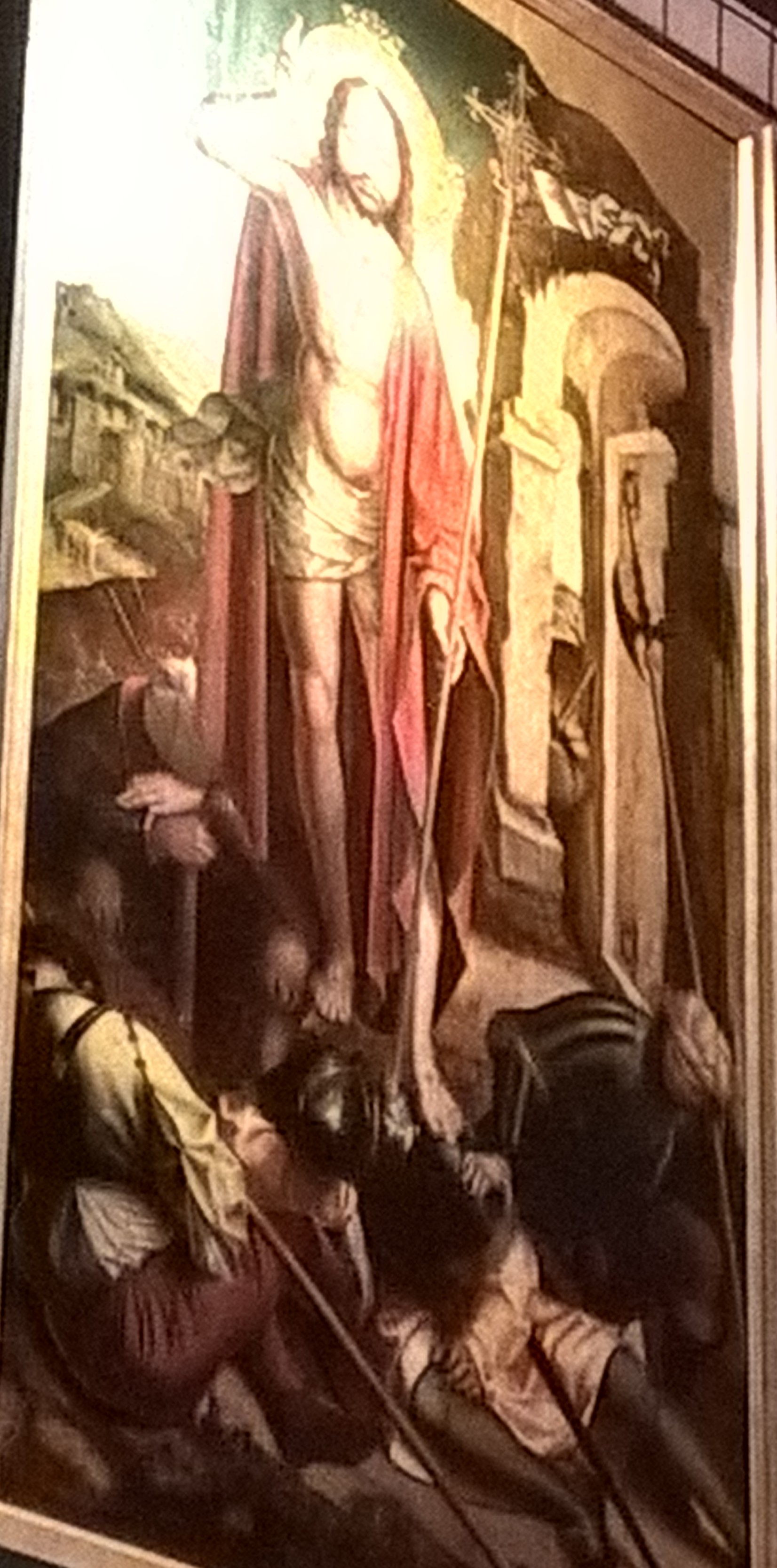
Ressurreição de Cristo (1517-1530), da oficina de Jorge Afonso, fez parte do Retábulo do Convento de Jesus de Setúbal.

Com 194,5 x 109 cm, nesta representação da Ressurreição de Cristo ilustram-se as quatro propriedades que segundo o pensamento escolástico caracterizam os corpos ressuscitados: impassibilidade, na expressão imperturbável de Jesus; agilidade, na sua capacidade de se elevar ao céu; claridade, na luminosidade que irradia; e subtileza, na capacidade de ter atravessado as paredes do sepulcro que se apresenta fechado. Os corpos dos soldados adormecidos, um dos quais dando conta do acontecimento tenta despertar, são dados em primeiro plano, num notável escorço. Ao fundo e à esquerda divisa-se o Anúncio do Anjo às Santas Mulheres.

### Assunção da Virgem

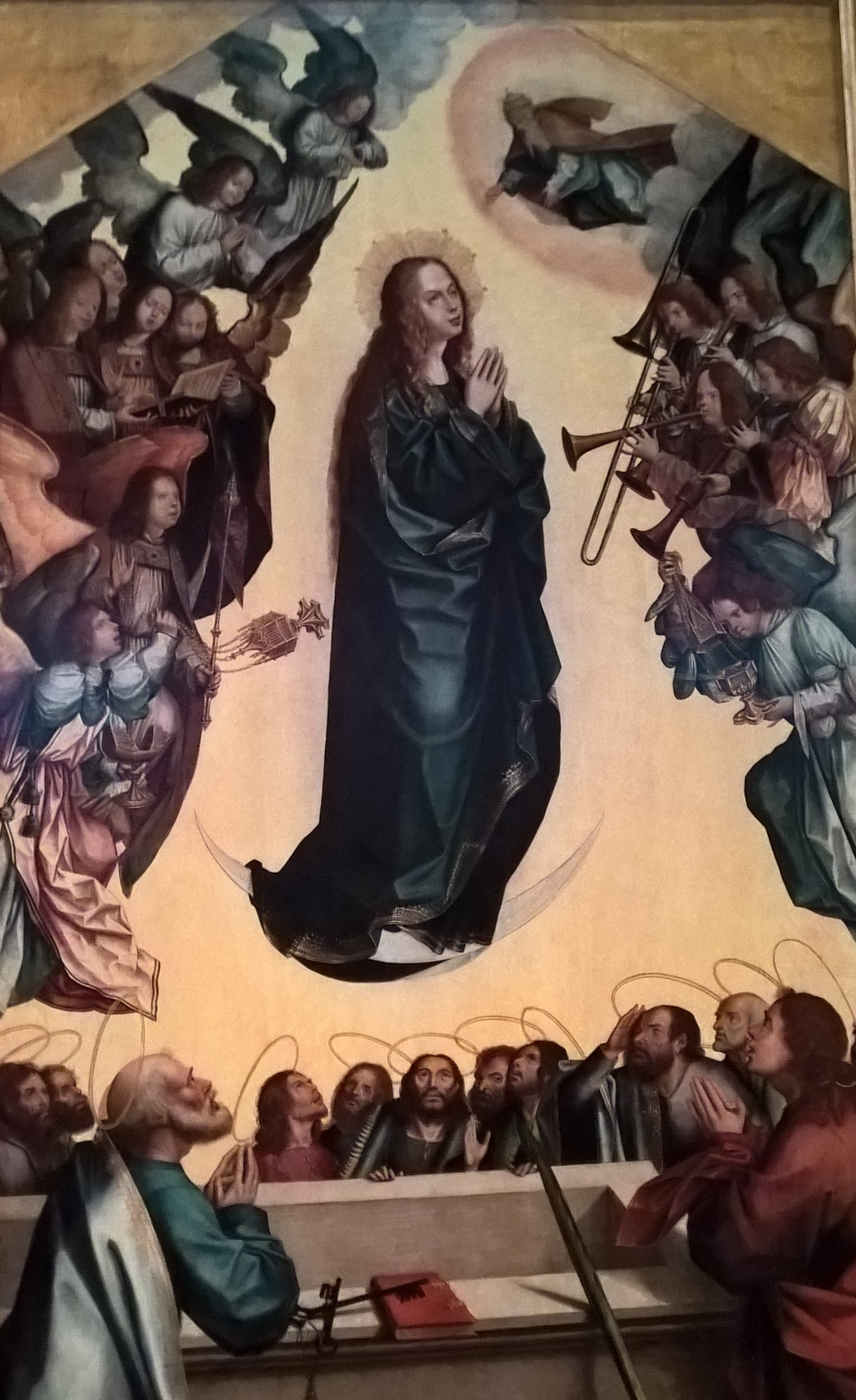
Assunção da Virgem (1517-1530), da oficina de Jorge Afonso, fez parte do Retábulo do Convento de Jesus de Setúbal.

Com 255 x 156 cm, a Assunção da Virgem constituía um tema indispensável numa Igreja franciscana. O amarelo-dourado que envolve a Virgem Maria no seu caminho ascensional para o céu que a acolhe, pretende representar o episódio lendário da abertura mística dos céus durante a qual se fez ouvir um milagroso concerto de vozes angelicais que aqui são acompanhadas por instrumentos de sopro comuns naquela época. O registo inferior deste painel de grandes dimensões é dominado por uma excelente galeria de faces humanas que é sem dúvida um dos momentos altos da pintura portuguesa da primeira metade do século XVI.

### Estigmatização de S. Francisco de Assis

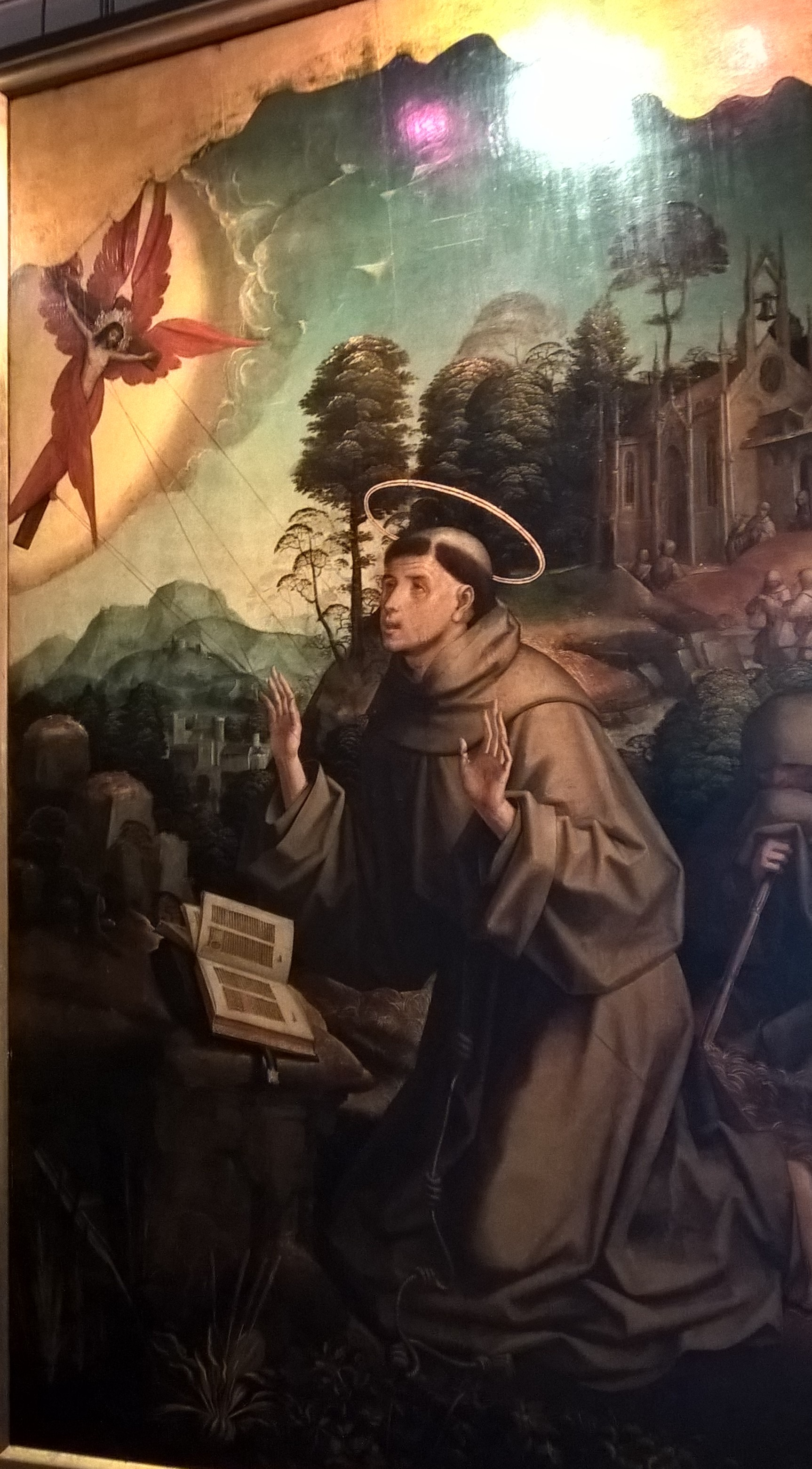
Estigmatização de S. Francisco de Assis (1517-1530), da oficina de Jorge Afonso, fez parte do Retábulo do Convento de Jesus de Setúbal.

Com 177,5 x 109 cm, este painel representa São Francisco ajoelhado perante um livro aberto a receber os estigmas com que um Serafim vem louvar a sua dedicação ao renascimento do Cristianismo, transformando-o num alter Christus. No primeiro plano, em baixo, a figuração de espécies botânicas lembra o interesse para-científico de Dürer. Atrás de S. Francisco, o irmão Leo, adormecido, parece alheio ao Mistério, tal como acontece com a comunidade franciscana que se vê ao fundo junto ao convento da  Porciúncula, desenhada num estilo tardo-gótico que lembra a volumetria simples e delicada do próprio Convento de Jesus, e que se encontra envolvido pelo cenário verdejante que representa o Monte Subásio.
Para Luís Casimiro, com um desenho irrepreensível a figura de S. Francisco integra-se num ambiente paisagístico onde não faltam elementos arquitectónicos e uma correta perspectiva aérea. O Santo está ajoelhado diante de um livro, os braços em cruz e a cabeça erguida com o olhar dirigido para o alto, fitando a imagem de Cristo crucificado que se apresenta com os traços de um serafim: com seis asas vermelhas. Das chagas de Cristo saem raios que se dirigem para o santo e marcam na sua carne as mesmas chagas. Tal facto, ocorrido em 1224, faz de S. Francisco de Assis, na altura um leigo, o primeiro estigmatizado da História da Igreja. A importância deste episódio justifica a sua colocação perante os fiéis para contemplação e imitação das suas virtudes.

### Aparição do Anjo a Santa Clara, Santa Inês e Santa Coleta

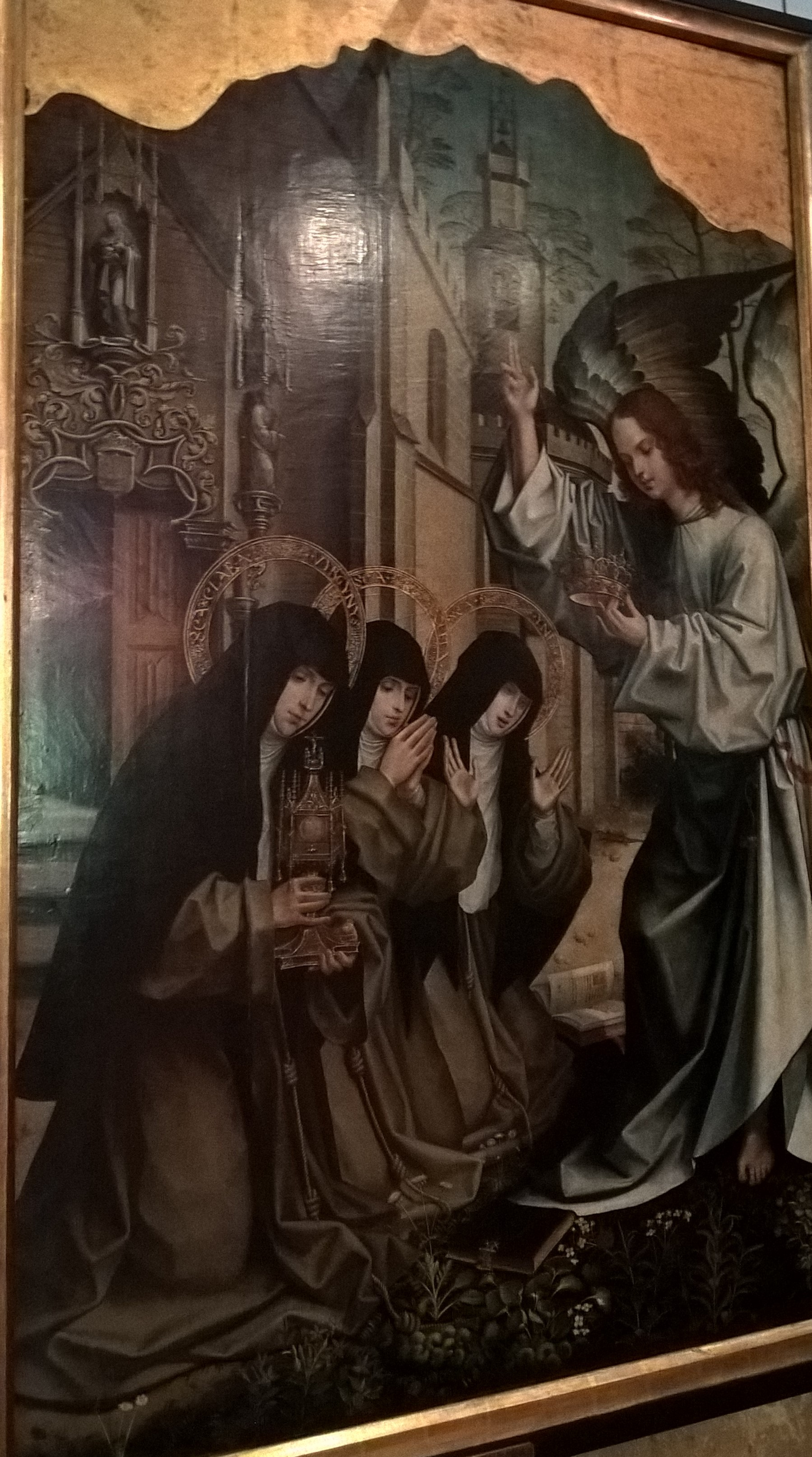
Aparição do Anjo a Santa Clara, Santa Inês e Santa Coleta (1517-1530), da oficina de Jorge Afonso, fez parte do Retábulo do Convento de Jesus de Setúbal.

Com 175,5 x 111 cm, o painel é uma versão do quadro homónimo atribuído a Metsys e que se encontra igualmente no Museu de Setúbal. Os mestres portugueses seguiram a sugestão iconográfica do pintor flamengo, mas inovaram na  gestualidade, no cromatismo e no simbolismo disfarçado que se manifeste na flora representada ou na borboleta que esvoaça e no lagarto que espreita as virtuosas Santas. À esquerda, em segundo plano, sobre o portal da igreja gótico-manuelina divisa-se o escudete com as armas da rainha D. Leonor, ladeado por camaroeiros, o que identifica esta rainha como a responsável pela encomenda inicial do retábulo.
Para Luís Casimiro, este painel ilustra uma temática inédita nos retábulos quinhentistas, mas que revela a influência da pintura flamenga entre nós nas primeiras décadas do século XVI. A presença de três figuras proeminentes da Ordem Segunda, justifica-se em primeiro lugar por o Convento de Setúbal ser um convento feminino. A representação de Santa Clara compreende-se por ter sido a fundadora do ramo feminino da Ordem Franciscana. Surge representada com a Custódia, atributo que lhe é próprio e que faz alusão ao milagre da expulsão dos soldados sarracenos que cercavam a cidade de Assis, perante a visão da Hóstia Sagrada. Santa Coleta, nascida em 1381, converteu-se numa das principais reformadoras das religiosas da Ordem de Santa Clara, fundando diversos conventos de clarissas reformadas, com a autorização do papa Eugénio IV. Santa Inês, uma virtuosa clarissa, junta-se às suas companheiras na cena cuja inclusão na série, invulgar em retábulos contemporâneos, deve ter resultado do pedido das monjas de Setúbal, que conheciam a pintura de Quentin Metsys, datada de c. 1491-1507, e que versa exactamente o mesmo episódio e que a rainha D. Leonor deve ter oferecido ao Convento de Setúbal, onde permaneceu até ao presente, após ter chegado a Portugal entre c. 1517-1519.

### S. Boaventura, S. António e S. Bernardino de Siena

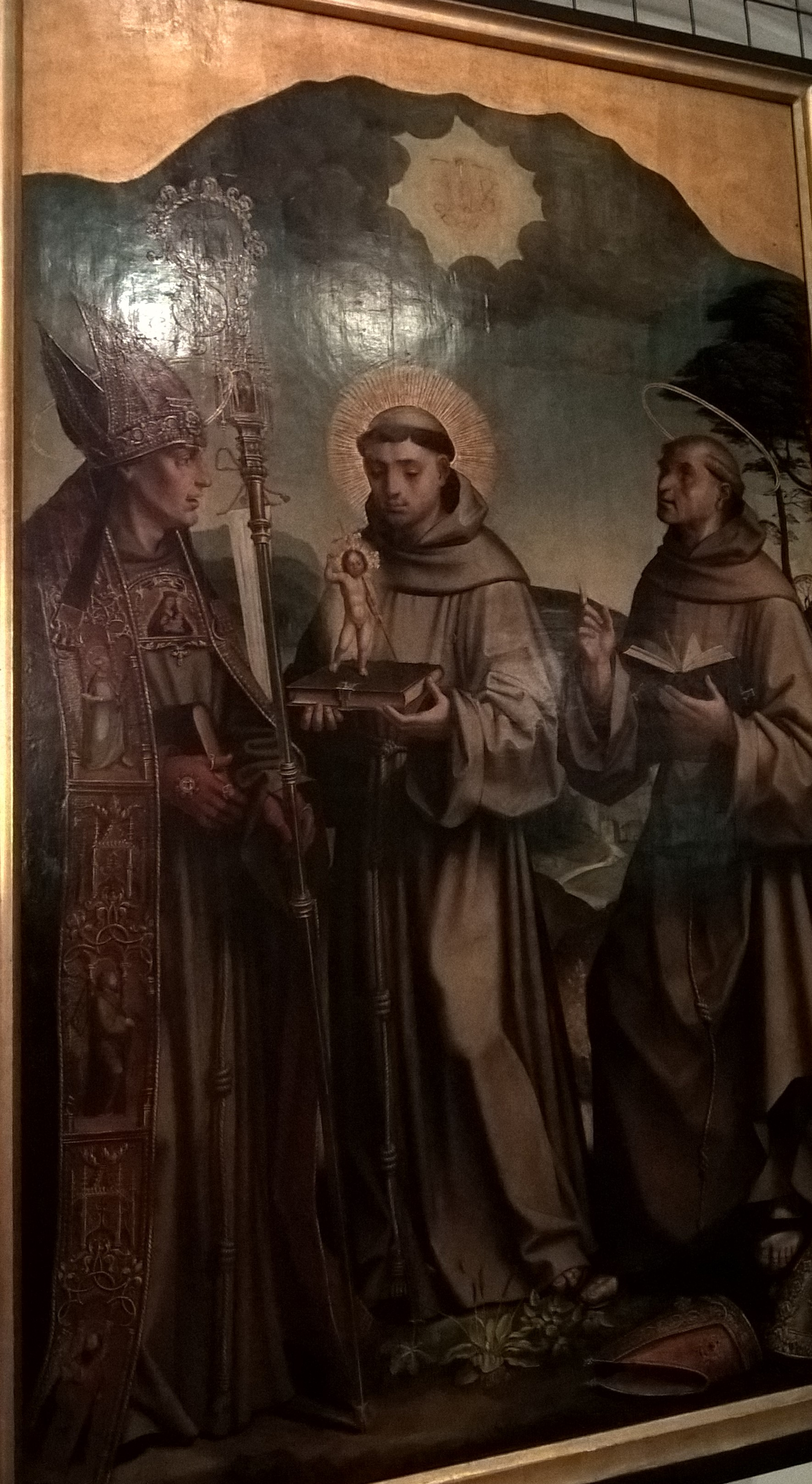
S. Boaventura, S. António e S. Bernardino de Siena (1517-1530), da oficina de Jorge Afonso, fez parte do Retábulo do Convento de Jesus de Setúbal.

Com 178,5 x 110 cm, esta pintura é decisiva no paralelismo procurado entre a História Sagrada, ilustrada nas fiadas superiores e a glorificação da Ordem Franciscana a que o Convento pertencia. São Boaventura, o grande teólogo franciscano, é aqui representado segurando um báculo e envergando uma monumental capa de asperges, tratada ela própria como se fosse um retábulo com uma sucessão de representações de Cristo, da Virgem Maria com o Menino e de Santos. Ao centro, o português Santo António, grande pregador do amor divino, é representado de acordo com a tradição iconográfica do norte da Europa. São Bernardino de Siena, o reformador da Ordem Seráfica, tendo aos pés as três mitras que recusou por amor da humildade, aponta para o céu onde aparece o nome de Jesus na versão do trigrama IHS, devoção de que foi o principal promotor e a que o Convento de Jesus é dedicado.
Segundo Luís Casimiro, o sebasto da capa de asperges que S. Boaventura enverga sobre o hábito franciscano e que se mostra profusamente decorado com pinturas em trompe l’oeil imitando pequenos nichos arquitectónicos onde se representam alguns Apóstolos. Também o firmal possui uma representação miniaturizada da Virgem com o Menino, enquanto a mitra é decorada com a figura do busto de Jesus Cristo. A estes elementos decorativos deve acrescentar-se todo o conjunto de pedras preciosas que tornam as vestes episcopais dotadas de uma riqueza invulgar. Dignificando ainda mais a sua condição episcopal, o pintor dotou São Boaventura de um báculo com a crossa formada por um magnífico trabalho de ourivesaria inspirado em elementos arquitectónicos e escultóricos muito frequentes nas pinturas desta época.
São Boaventura ingressou na Ordem Franciscana, em 1238, sendo homem de grande erudição e professor na universidade de Sorbone e o maior teólogo da Ordem Franciscana, motivos que levaram o papa Alexandre IV a nomeá-lo Geral da Ordem em 1256. A sua hagiografia refere que quando os emissários do papa lhe foram levar a notícia da sua nomeação o encontraram no exterior ocupado na lavagem da louça. Quando os viu com o barrete cardinalício pediu-lhes que o colocassem o ramo de uma árvore enquanto ele acabava a sua tarefa.
A opção pelo santo português é compreensível quer pela sua origem e porque alcançou grande popularidade ainda em vida, pela eloquência da sua pregação e pelos milagres realizados. Santo António ingressou na Ordem Franciscana em 1220 e levado pelo exemplo dos seus companheiros também ele quis ir pregar para Marrocos, mas por questões de saúde foi impedido de realizar essa viagem tendo-se depois dedicado à pregação em diversos países da Europa, entre os quais Portugal. Faleceu em Pádua, em 1231, e logo no ano seguinte foi canonizado, no que foi um dos mais céleres processos de canonização da História da Igreja Católica.
S. Bernardino de Siena foi um dos principais reformadores da Ordem e um fervoroso adepto do nome de Jesus que ostentava na mão e apresentava aos fiéis no final da sua pregação a fim de que todos o pudessem venerar. Assim, um dos seus atributos é precisamente o sol com o trigrama de Cristo (JHS). A sua canonização ocorreu em 1450.

### Santos Mártires de Marrocos

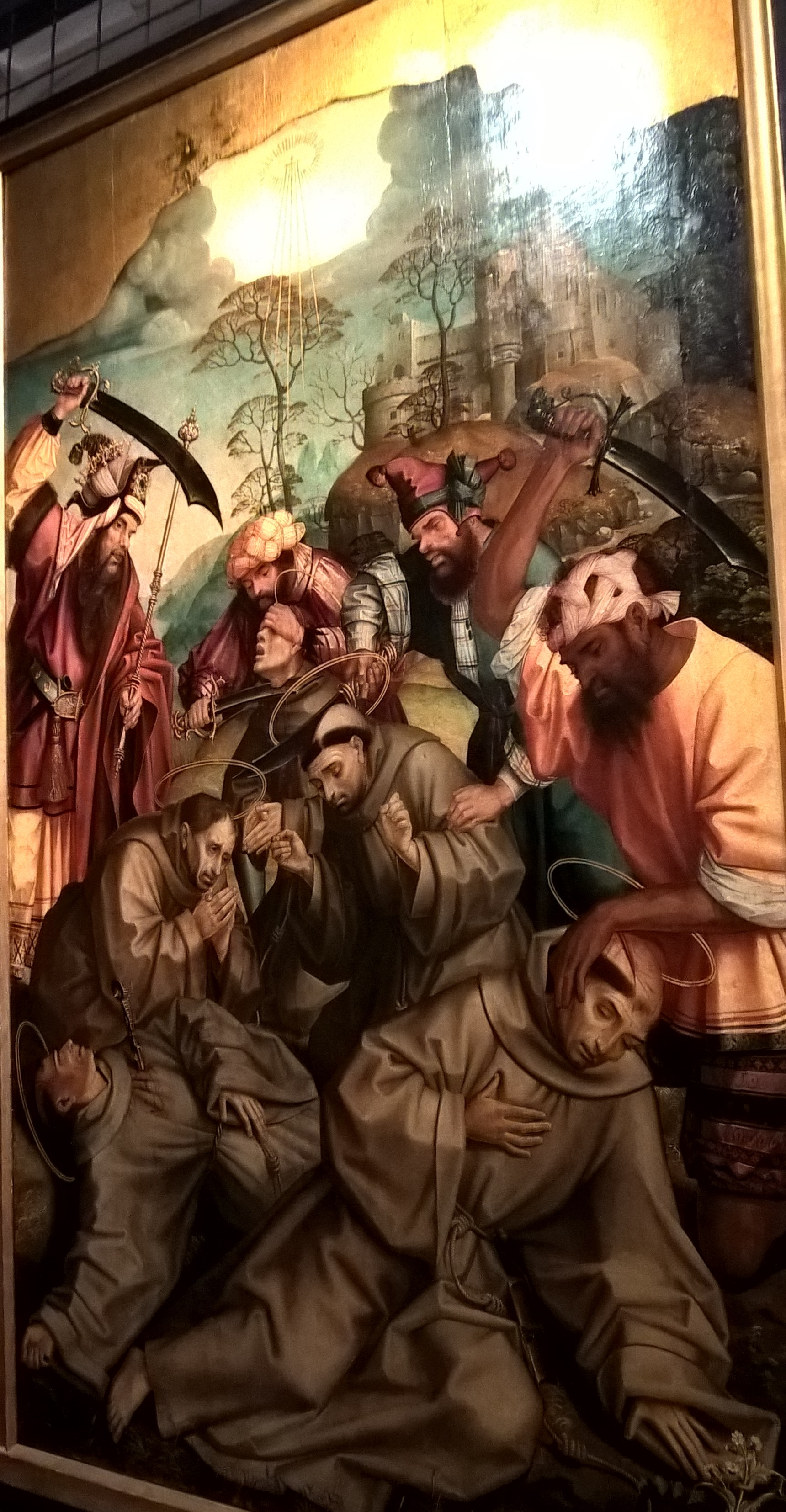
Santos Mártires de Marrocos (1517-1530), da oficina de Jorge Afonso, fez parte do Retábulo do Convento de Jesus de Setúbal.

Com 180 x 110 cm, a composição representa o martírio de cinco frades franciscanos num simbólico triângulo, dispondo os algozes em seu redor, destacando-se o Miramolim, que empunha um ceptro e se prepara para desferir um golpe, gesto repetido pelo mouro do lado oposto, sendo todo o quadro o exemplo paradigmático de alguns dos modos de figurar a agressão e do sofrimento beatificante na era de quinhentos.
Os Santos Mártires de Marrocos foram representados pela primeira vez no Retábulo do Convento de S. Francisco de Évora. Segundo Luís Casimiro, trata-se de uma composição totalmente inovadora e cuja dificuldade deve ter levado a que o próprio Francisco Henriques dela se ocupasse pessoalmente no conjunto de Évora. O episódio relata o martírio em Marrocos de cinco missionários enviados pelo próprio Francisco de Assis. Foram eles Beraldo, Pedro, Oto, Adjuto e Acúrsio que eram acompanhados de um outro frade de nome Vidal que ficou retido em Espanha por motivos de doença.
Os cinco franciscanos vieram até Coimbra, em 1219, e depois seguiram para Alenquer, e a seguir para Sevilha donde viajaram finalmente para Marrocos onde se dedicaram à pregação. O ambiente hostil levou-os à prisão onde sofreram maus tratos tendo sido posteriormente libertados. Mas uma vez libertados voltaram a dedicar-se à pregação o que enfureceu os muçulmanos. Estes voltaram a aprisioná-los e supliciaram-nos de forma cruel, em 16 de Janeiro de 1220, abrindo-lhes a cabeça com um golpe após o que foram degolados.
A canonização destes cinco mártires ocorreu em 1481, poucos anos antes da realização do Retábulo de S. Francisco de Évora, estando ainda vivos na memória os feitos destes cinco mártires, o que levou a que outros os quisessem imitar, o que aconteceu com o próprio Santo António de Lisboa. Motivo suficiente para que este tema inédito fosse um dos escolhidos para integrar a série franciscana de Évora e servir de modelo a futuras representações como a de Setúbal e a de Ferreirim.
Este tema não podia assim faltar num retábulo executado para o convento franciscano de Setúbal cuja história estava ligada aos descobrimentos e à expansão. Financiado pelos rendimentos da economia colonial açucareira da Madeira, o Convento teve como primeiro confessor Frei Henrique de Coimbra que rezou a primeira missa no Brasil, na viagem comandada por Pedro Álvares Cabral e que foi também Bispo de Ceuta. A representação dos Mártires de Marrocos visava fortalecer na consciência colectiva do portugueses da época, a necessidade de combater sem tréguas os inimigos da fé cristã e da evangelização dos gentios.

## Apreciação
Para Dalila Rodrigues, o terceiro dos conjuntos atribuídos a Jorge Afonso, o Retábulo do Convento de Jesus, em Setúbal, cuja factura teria decorrido entre 1520-30, é uma obra que mostra experiências sucessivamente acumuladas, traduzidas agora num poderoso sistema formal. E que, apesar da unidade estilística dos catorze painéis, não é de excluir tal como nos dois outros conjuntos que lhe são atribuídos, o Políptico do Convento da Madre de Deus e o Políptico da Charola do Convento de Cristo, a participação de outros pintores, tendo sido aventada a participação de Cristóvão de Figueiredo, ou de Gregório Lopes.
Também para Dalila Rodrigues, a par da reelaboração de modelos iconográficos europeus, o conjunto apresenta-se como "espectáculo" visualmente atraente expresso através do elegante decorativismo dos trajes e das armas, do requinte das jóias, do recurso ao drap d´honneur e por um poderoso e coerente sistema formal.
Ainda para Dalila Rodrigues, a pintura de Jorge Afonso é a um tempo a expressão mais cabal da pintura cortesã do «ciclo manuelino» e a configuração concreta da primeira demarcação ou do progressivo sentido de autonomia, apenas esboçado nos dois primeiros conjuntos e já mais afirmativa no Retábulo de Setúbal, que os pintores portugueses, face à hegemonia do gosto pela pintura nórdica, impuseram a partir das duas primeiras décadas do século XVI.
Para Francisco Teixeira, citado por Dalila Rodrigues, esta obra é de certo das mais cuidadas e excelentes do pintor, seguríssima na composição, na espacialidade, na distribuição cromática.